# ウル盤
『ウル盤』（ウルばん）は、ウルフルズ初のセルフカバー・アルバム。2021年8月11日発売。発売元はJVCケンウッド・ビクターエンタテインメント（現：ビクターエンタテインメント〈二代目〉）。

## 概要
メジャー・デビュー30周年を2022年に控え、全30曲セルフカバー・アルバムの第一弾。
「ウルっとくる ウルフルズ感動の名曲選」がコンセプト。
Blu-ray付初回限定盤、DVD付初回限定盤には2021年1月5日中野サンプラザホールで開催された「ウルフルズ ライブ2020-2021 ～Happy New Yeah!! 好きでよかった～」の有料配信ライブ映像が本作のBlu-rayとDVD用に新たに再編集の上、同梱されている。

## 収録曲
1. バンザイ～好きでよかった～(V)
2. やぶれかぶれ(V)
3. それが答えだ!(V)
4. 泣きたくないのに(V)
5. かわいいひと(V)
6. 笑えれば(V)
7. きみだけを(V)
8. 39（サンキュー）(V)
9. 胸の…(V)
10. 大丈夫(V)

### Blu-ray・DVD
1. バンザイ～好きでよかった～
2. それが答えだ!
3. タタカエブリバディ
4. センチメンタルフィーバー～あなたが好きだから～
5. 生きてく
6. ワンダフル・ワールド
7. きみだけを
8. 借金大王
9. サムライソウル
10. サンシャインじゃない?
11. ひとつふたつ
12. バカサバイバー
13. 続けるズのテーマ
14. あついのがすき
15. ガッツだぜ!!
16. ええねん
17. 笑えれば
18. ウルフルズ A・A・Pのテーマ（アンコール）

## 連続ドラマ
収録曲全10曲をテーマにした連続ドラマ「ウル盤 ザ・ムービー 君に会えてよかった」がYouTubeで公開された。